# Philippa Jarke
Philippa Jarke (* 3. Juni 1975 in Berlin) ist eine deutsche Synchronregisseurin, Sprecherin, Schauspielerin, Dialogbuchautorin und Filmproduzentin.

## Biografie

### Jugend und Ausbildung
Jarkes Vater war ein Oberstudienrat; sie hat einen älteren Bruder, wurde in Berlin-Wilmersdorf geboren und wuchs in Berlin-Kladow auf. Sie war als Mann in der Leichtathletik in Berlin erfolgreich. Nach Verletzungen musste der Sport aufgegeben werden.
Nach dem Abitur schloss sie eine Lehre zur Bürokauffrau ab. Anschließend absolvierte sie eine Ausbildung zur Video- und Filmeditorin. Jarke studierte an der FR Kommunikation und gründete 2004 eine eigene Produktionsfirma für Film. Seit 2017 ist Philippa Jarke als freie Synchronregisseurin und -sprecherin tätig, wofür sie mehrere Auszeichnungen erhielt. Seit Dezember 2020 dient Jarkes Stimme für Haltestellen- und Stationsansagen in Bus, Straßenbahn und U-Bahn bei den Berliner Verkehrsbetrieben.

### Privates
Jarke ist transgeschlechtlich, sie outete sich 2017. Als Hobby gibt Jarke das Fotografieren von Skulpturen an.

## Synchronrollen (Auswahl)

### Filme
- 1975: Philip Michael Thomas als Randy / Brother Rabbit in CoonskinCoonskin (Synchro 2014)
- 2003: Ben Stiller als Peach Expert in Nobody Knows Anything! (Synchro 2015)
- 2003: Paul Fench als Pauly Falzoni / Alfredo Falzoni in Fat Pizza
- 2011: Channing Tatum als Jake in 10 Jahre – Zauber eines Wiedersehens
- 2013: Jon Cryer als Dean in Ass Backwards – Die Schönsten sind wir (Synchro 2015)
- 2014: Jason Patric als Detective Klein in The Outsider
- 2014: Pablo Schreiber als Staff Sergeant Donovan in Fort Bliss
- 2017: Marc Fajadro als Rezeptionist in Das Leuchten der Erinnerung
- 2019: Rotem Keinan als Daniel in Die Agentin
- 2022: Josh Hamilton als Kevin Sullivan in Ray Donovan: The Movie
- 2024: Karla Sofía Gascón als Emilia Pérez / Manitas Del Monte in Emilia Pérez

### Serien
- 2005: Bryan Callen als Eddie Falcon in Fat Actress (Synchro 2018)
- 2010–2020: Warren Brown als Thomas „Mac“ McAllister in Strike Back
- 2016–2020: Ashton Kutcher als Colt Bennett in The Ranch
- 2018: Fernando Mendonça als Donizete/Scar Carmesim in Super Drags
- 2022: Laverne Cox als Kacey Duke in Inventing Anna
- 2022: Lilith Primavera als Vera in Die ahnungslosen Engel
- 2022: Karla Sofía Gascón als Lourdes in Rebelde – Jung und rebellisch
- 2024: Park Sung-hoon als Cho Hyun-ju in Squid Game

### Videospiele
- 2024: Rachel Crowl als Gwen Hunter in Life is Strange: Double Exposure[6]

### Weitere
- Dokumentationen bei Welt
- Off-Sprecherin bei Armes Deutschland [RTL 2]
- Stationenansage der Berliner Verkehrsbetriebe